# الزبير باشا رحمة
الزبير رحمة منصور باشا (1830 - يناير 1913)، كان تاجر رقيق في أواخر القرن التاسع عشر. أصبح فيما بعد باشا وحاكمًا سودانيًا.

## حياته
ولد عام 1830 باسم الزبير رحمة منصور، ينتمي لقبيلة الجموعية الجعلية هي قبيلة عربية موطنها شمال و وسط السودان.
بدأ نشاطه التجاري على نطاق واسع في عام 1856، عندما غادر الخرطوم بجيش صغير، لإنشاء شبكة من الحصون التجارية المعروفة باسم الزَرِيْـبَـة، وركز جهوده على تجارة الرقيق ومبيعات العاج. في أوجها، سيطرت إمبراطوريته التجارية، بدعم من جيش شخصي، على جزء كبير من بحر الغزال بالإضافة إلى أجزاء من تشاد وجمهورية إفريقيا الوسطى اليوم.
في عام 1871، في أوج قوته، تمت زيارة رحمة في مقره الرئيسي في ديم الزبير من قبل يورغ أوغست شفاينفورت، الذي وصف بلاط تاجر العبيد بأنه «أقل من الأمير». أراد إسماعيل باشا خديوي مصر السيطرة على المنطقة، لكن رحمة هزم جيشًا من المرتزقة أرسل ضده. وبدلاً من ذلك، أضاف إسماعيل المنطقة إلى إمبراطوريته عام 1873 بالاعتراف بسلطة رحمة ومنحه لقب والي بحر الغزال.
في نهاية المطاف، سيطر رحمة على 30 زَرِيْـبَـة، وحصلت على ألقاب بك وباشا، بعد تحالفه، وملازمه رابح بن الزبير، مع الخديوي إسماعيل باشا لفترة وجيزة أثناء غزو دارفور، حيث قاد القوات الجنوبية. تمت الإشارة إليه باسم «الباشا الأسود»، وتمنى في النهاية أن يصبح الحاكم العام.
في عام 1877، وصل الجنرال جوردون بصفته حاكمًا جديدًا للسودان، وسعى إلى قمع تجارة الرقيق. جلب رحمة شكاواه إلى القاهرة، طالبًا فيها ولاية دارفور التي تم احتلالها حديثًا، لكنها قوبلت بالرفض. كما حظرت السلطات المصرية عودته إلى السودان، لكنها سمحت له بالسفر إلى القسطنطينية عند اندلاع الحرب الروسية العثمانية.